# Áreas protegidas de Guinea Ecuatorial

Mapa de las áreas protegidas de Guinea Ecuatorial.

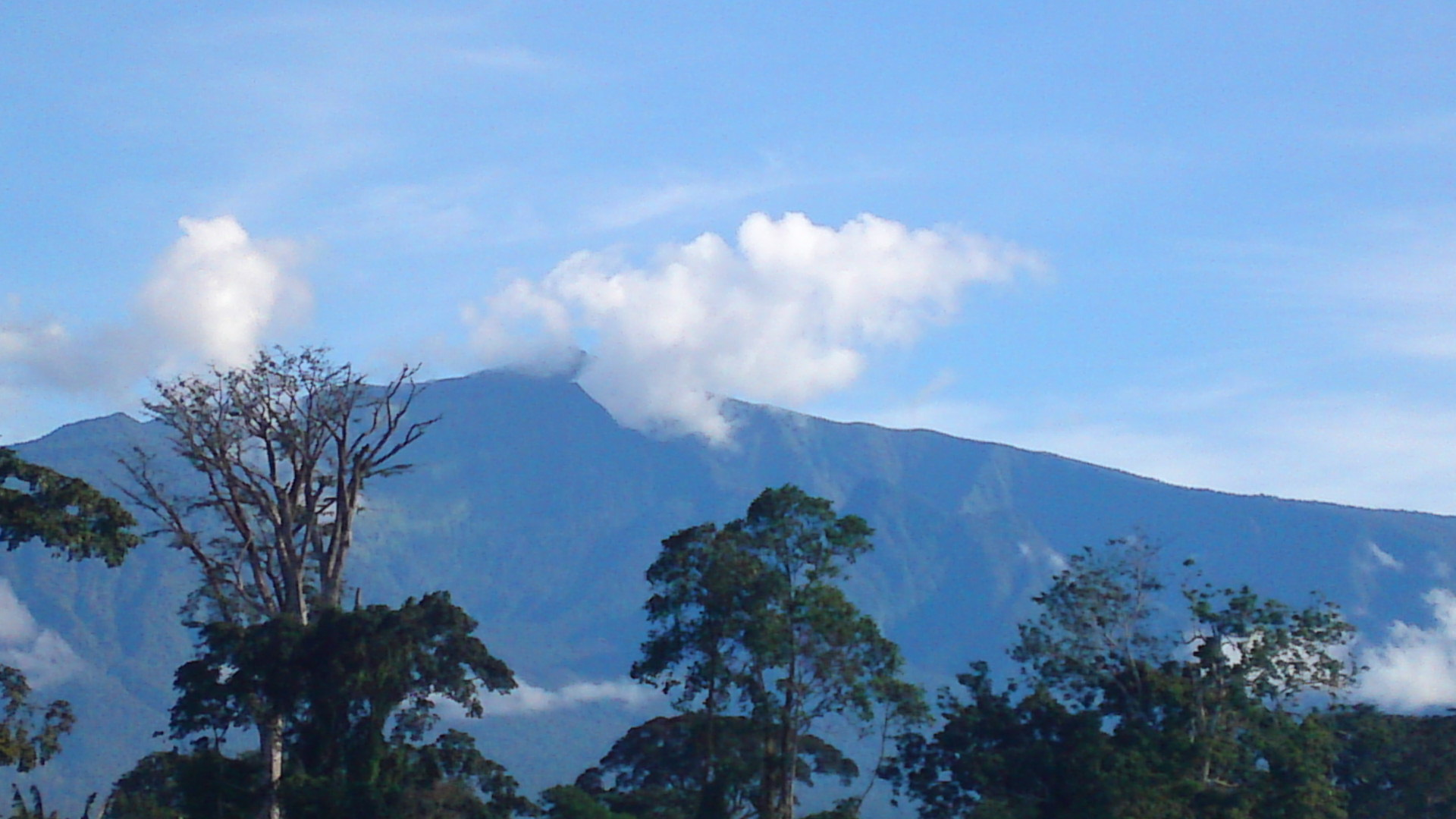
Pico Basilé, en la isla de Bioko.

En Guinea Ecuatorial hay 16 áreas protegidas, que ocupan 5228 km², el 19,27 por ciento del territorio, y 730 km² de superficie marina, el 0,24 por ciento de los 310 365 km² que pertenecen al país. Entre las áreas protegidas hay 3 parques nacionales, 2 monumentos naturales, 2 reservas científicas y 6 reservas naturales. Además, hay 3 sitios Ramsar.

## Parques nacionales
- Parque nacional del Pico Basilé, 330 km², en la isla de Bioko, protege el pico más alto del país y su población de primates. En las zonas más altas, hay ericáceas hasta los 2500 m y por encima, pradera subalpina.[3][4]

- Parque nacional de Los Altos de Nsork, 700 km², al sudeste de la zona continental, en la provincia de Wele-Nzas; pluvisilva densa ecuatorial, con elefantes de bosque, gorilas occidentales de llanura, chimpancés, colobos, etc.[5]

- Parque nacional de Monte Alén, 2000 km², en el continente, en la sierra de Niefang, bosque denso y primates.[6] Se encuentra una continuidad en el monte Mitra, de 1250 m.

## Monumentos naturales
- Monumento natural Piedra Bere, 200 km², en el sudeste, colinas y el complejo de cerros cúpula de las piedras Akom, Bulu y Bere, que dan nombre al área. Los cerros cúpula se encuentran en la sierra de Nson, que separa las cuencas de los ríos Kie y Bimbile. Suelos graníticos hasta la frontera con Gabón y Camerún. Bosque denso.

- Monumento natural Piedra Nzas, 190 km², en la carretera entre Mongomo y Evinayong, en el continente, una serie de espectaculares inselbergs de granito de 700 m de altura; cuevas con murciélagos, orquídeas.[7]

## Reservas científicas
- Reserva científica playa Nendyi, 5 km², entre los pueblos de Cabo de San Juan y Calatrava; tortugas.

- Reserva científica de la Caldera de Luba, 510 km², al sur de la isla de Bioko, volcánica, de lava basáltica. Calderas y diversas lagunas, ríos y cañones en las laderas. Pluvisilva tropical en las partes bajas, pluvisilva montana entre 800 y 1500 m, zona de araliáceas hasta 2260 m. Lluvias entre 3000 y 4000 mm que favorecen las criptógamas, llanas y epifitas entre el nivel del mar y 600-700 m. Tortugas, primates, aves, etc.

## Reservas naturales
- Reserva natural de Río Campo, 330 km², en el estuario del río Campo, 330 km², provincia del Litoral, cauce del río, frontera con Camerún, manglar rojo y manglar blanco) y selva tropical. Hipopótamos, gorilas, chimpancés, colobos, etc.

- Reserva natural de Punta Ilende (55 km²), en el sur de la costa, único ecosistema de praderas rodeado de bosque nativo. Zona de Mbini, río Muni. Abejaruco de Malimba, bisbita patilargo, etc.[8]

- Reserva natural de las islas Corisco,Elobeyes y Mbañé, 480 km². Incluye cuatro islas, Elobey Grande (2,27 km²), Elobey Chico (0,19 km²), Corisco (15 km²) y Mbañé (0,3 km²) y una zona marítima de más de 400 km². Playas, lagunas interiores, una altura máxima de 30 m.

- Reserva natural de Monte Temelón, 230 km², región continental, provincia Wele-Nzas, meseta con una media de 700 m de altura y escarpes, limitada al norte y al este por Camerún y Gabón. Bosque poco explotado, primates.[9]

- Reserva natural de Annobón, 30 km². La única zona en el hemisferio sur de Guinea Ecuatorial. La isla de Annobón tiene 17 km² (6 x 3 km) y está formada por dos volcanes y el istmo que los une. Es donde llueve menos del país, con unos 1200 mm anuales y un periodo seco acusado. Toda la isla es área protegida con un núcleo habitado en San Antonio de Palé.

- Reserva natural del estuario del río Muni, 600 km², incluye toda la superficie del estuario y los manglares, junto con las bocas de los ríos Mandyan, Congue, Mitong, Toche y Mven, hasta 25 km aguas arriba y una franja de 10 km a la orilla de cada uno de ellos. Colinas altas y zonas inundables, con 90 km² de hábitat acuático. Manatíes y diversidad de primates.

## Sitios Ramsar

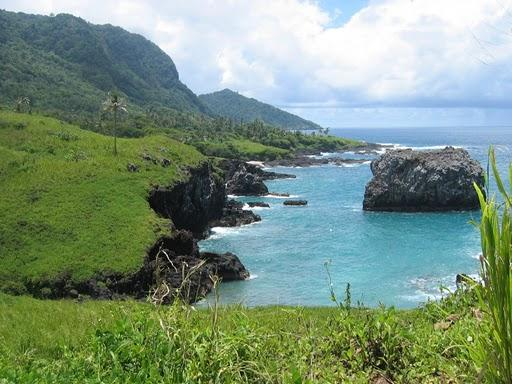
Isla de Annobón

- Reserva natural del Estuario del Muni, 800 km², 01°06′N 09°47′E. Al sur de la provincia Litoral, en un área de estuarios y elevaciones cerca de la costa con bosque denso, bosque inundado y turberas. En las bocas de los ríos Mitong, Mitemele y Mbante hay bosque secundario y manglares. Se encuentran manatíes, elefantes, babuinos y numerosas aves migratorias. Se practica la pesca, la caza, la agricultura de subsistencia y la explotación del bosque, que son amenazas potenciales.[10]

- Río Ntem o Campo, 330 km², 02°10′N 09°51′E. A norte de la provincia Litoral, a lo largo del río Ntem que forma la frontera con Camerún. Amenazado por la explotación forestal.[11]

- Isla de Annobón, 230 km², 01°26′S 05°38′E. Reserva natural de 6,5 km por 3 km norte-sur y 350 km de costa, abundante en aves marinas y plantas vasculares, con entre 2000 y 3500 mm de lluvia anuales. Hay arrecifes de coral, playas arenosas y de guijarros, llanuras intermareales y al menos un humedal permanente. Pesca, caza y agricultura de subsistencia.[12]